# Frères Miles
Pour les articles homonymes, voir Miles.
Les frères Miles, Harry, Herbert, Joseph et Earle C., sont des pionniers du cinéma. Leur film A Trip Down Market Street, datant de 1906, d’une durée de 13 minutes et filmé à Market Street, est un témoin de San Francisco avant le séisme de 1906. En effet, le film a été envoyé à New York par train durant la nuit qui a précédé le tremblement de terre.